# Kim Su-jong
Kim Su-jong (ur. 17 lutego 1999) – północnokoreańska zapaśniczka walcząca w stylu wolnym. Brązowa medalistka igrzysk wojskowych w 2019. Wicemistrzyni Azji kadetów w 2015 roku.